# ベネディクト・モレル

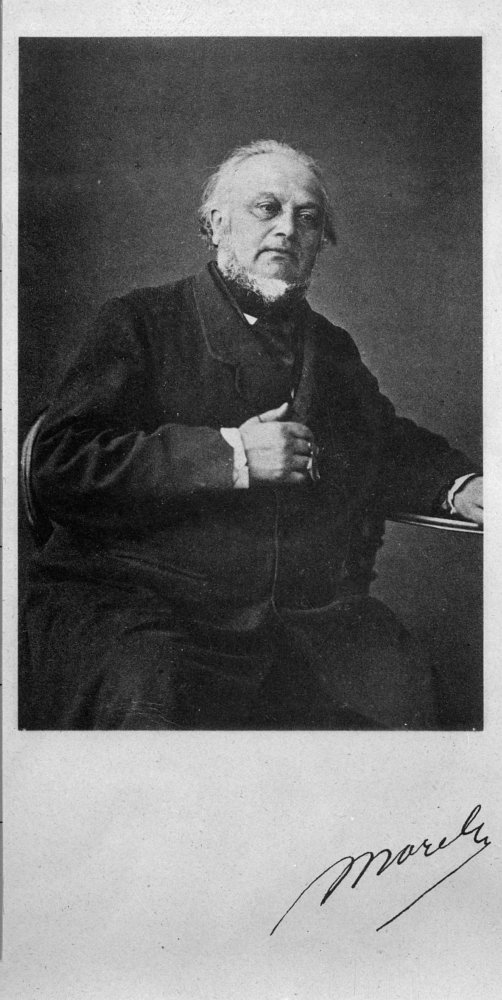
ベネディクト・モレル

ベネディクト・オーギュスタン・モレル（Bénédict Augustin Morel、1809年11月22日 - 1873年5月30日）はオーストリア、ウィーン出身のフランスの医学者、精神科医。

## 概要
友人の生理学者クロード・ベルナールにジャン＝ピエール・ファルレを紹介され、その影響で精神医学を学ぶようになった。30歳の時に、動物学者アンリ・ブランヴィルに出会い、培った精神医学の知識を自然史で補うことが必要だと考えるようになる。

### 早期性痴呆
初めて公式に精神疾患の一つの統合失調症（en:schizophrenia、旧名称・精神分裂病）を仏Démence précoce（「早発性痴呆」）として記述した。

### 変質論
精神障害者と犯罪者に関して、変質は遺伝によって伝わるという変質（デジェネレッサンス、退化）論で後世に影響を与えた。（モレルの医学的変質論は後にチャールズ・ダーウィンの進化論と結びつけられたが、1857年の著作から始まるもので、ダ―ウインの進化論（1859 年「種の起源」）とは独立している。） ダーウィンに影響を与えた医者・遺伝学者プロスペル・リュカが少し前に発表した『神経系の健康・不健康における自然遺伝に関する哲学・生理学理論』（1847-50年）の影響を受けている。
モレルは、変質によって身体的疾患や精神的疾患・道徳的逸脱行動が生じ、変質の原因は遺伝にあるとした。変質の土台には、飢饉や伝染病といった定期的な災害や、沼地や瘴気などの自然環境、聾唖や盲目等の生来の身体障害やくる病、それに精神障害があり、これらに「両親による不道徳な、もしくは悪しき環境」が加わった時に、もとの病的な身体や精神に倒錯を兼ね備えた「変質者（デジェネレ）」が生まれると考えた。
変質は、元の（基本又は正常な）型からの病的な逸脱であり、後世代へと遺伝的に伝達され、種の変質として広がり、知的・道徳的進歩の能力、生殖能力が低下していき、精神的疾患、知的障害、道徳的逸脱行動が累積し、家系の死滅にまでいたるものとした。
近代フランスの犯罪や刑法の歴史の研究者フレデリック・ショヴォーは、変質とは「怪物性の概念（monstruologie）に精神医学的・人類学的概念が加わってできたもの」だとしており、歴史学者のオリヴィエ・ルー（Olivier Roux）は、変質者の特徴とされた特徴（独特の顔つきや虫歯等）と怪物の特徴との類似を指摘している。

## 影響
精神科医の中谷陽二によると、モレルの変質論は、現在からみれば「未発達な遺伝理論に基づいた、悲観主義、宿命論、差別的な人間観に刻印された疑似科学思想」であるが、同時代者の人間には、精神疾患の原因論に踏み込む新しい人間科学の到来と映った。その後の精神障害や犯罪に関する研究の方向性を大きく変えたことでよく知られている。変質者（デジェネレ）の大半は遺伝的要素によって本能を侵されているというモレルの主張・アイディアは、1880年代にヴァレンティン・マニャンやその弟子ポール＝モーリス・ルグランへと継承され、変質論は、19世紀後半における社会ダーウィニズムや犯罪人類学（イタリアの犯罪学者チェザーレ・ロンブローゾの生来性犯罪者説等）の隆盛とも並走していた。
モレルの説は、19 世紀後半の精神医学、犯罪学、人類学、社会批評、文学等にも広く影響を与えた。エミール・ゾラら写実主義・自然主義の小説家達は、当時の医学・犯罪学のテクストから影響を受け、社会に蔓延する退廃と当時の遺伝思想を結び付けた作品を著した。ゾラが作品全体を通してマニャンの研究と変質説を用いていたことが知られており、ゾラの作品を通してマニャンの変質説は広く普及した
またフレデリック・ショヴォーは、モレル以前は犯罪者と精神障害者は医療や刑法で区別されていたが、モレル以降、変質者（デジェネレ）として混同され、ひとくくりにされてしまったと指摘している。ナポレオンの刑法典(1810年)で犯罪者は、矯正と再社会化の対象として捉えられていたが、19世紀末には犯罪学者たちは、犯罪者を矯正不可能な追放の対象とみなすようになっていた。
モレルの説は、人間の変質（文明社会の退化、民族の衰退）を予防することに関心を向けさせた。彼の「変質」とチェーザレ・ロンブローゾの「生来性犯罪者」という考えは、危険性を生まれつき刻印された特殊なタイプの人間、排除することが正しい「危険な人間」という表像のプロトタイプとなり、民族や国家を守るためとして行われた多くの政策や立法に影響を与えた。19世紀末に広まった優生学、そこからの逸脱ともいえるナチス・ドイツの政策もまた、全体の利益のために生物学的弱者を切り捨てるという意味で、この系譜にある。

## 著作
- Traité des maladies mentales, 1852–1853.
- Traité des Dégénérescences(デジェネレッサンス、変質論), 1857.
- Le no-restraint ou de l’abolition des moyens coercitifs dans le traitement de la folie, 1861.
- Du goître et du crétinisme, étiologie, prophylaxie etc., 1864.
- De la formation des types dans les variétés dégénérées. Volume 1, 1864.